# Markéta Konvičková

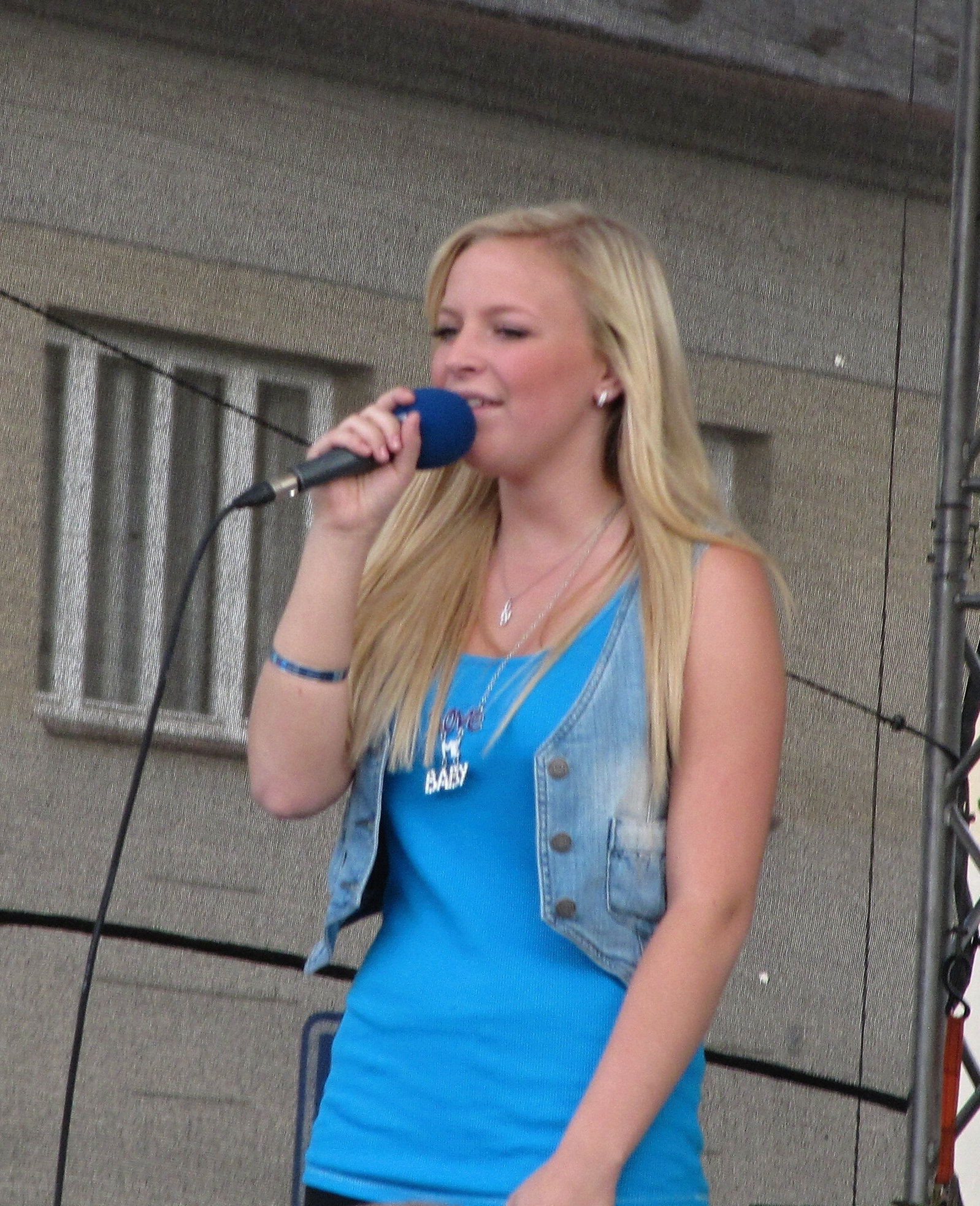
Markéta Konvičková roku 2010

Markéta Konvičková (* 17. května 1994) je česká zpěvačka. Věnuje se žánru populární hudby.

## Život
Pochází z Třince. V roce 2013 úspěšně odmaturovala na Střední škole hotelové a obchodně podnikatelské v Českém Těšíně. Poté začala studovat na Ekonomické fakultě Vysoké školy báňské – Technické univerzity Ostrava. V dubnu 2020 oznámila, že se svým snoubencem Reném Kubošem čeká dítě.

### Kariéra
Poprvé na sebe upozornila jako finalistka soutěže Česko Slovenská SuperStar, kde se dostala do nejlepší desítky. V 1. semifinále zpívala píseň „Umbrella“ od zpěvačky Rihanny, za kterou získala 2. místo v SMS hlasovaní diváků v kategorii dívek; v následujících přímých přenosech zazněl song „Pro mě jsi“ od skupiny 4LIFE, lásku k válečným filmům potvrdila Markéta písní „There you’ll be“ z Pearl Harboru; jako jeden ze svých hudebních vzorů označila Natashu Bedingfield a zazpívala její „I bruise easily“ a přestože „Where do I begin“ od Shirley Bassey zazpívala na jedničku, stejně pro ni bylo kolo písní s orchestrem osudným. Markéta Konvičková skončila na 9. místě z více než 11 000 přihlášených. Krom výše zmíněné talent show se účastnila také soutěží Werk Anděl Třinec a Havířovská nota.
Po soutěži jí manažer Petr Šiška nabídl smlouvu s jeho agenturou Petarda Production. Proto v květnu 2010 vyšlo debutové CD Na šňůře perel, na kterém spolupracoval např. Michal David a Petr Bende. V témže období vznikl i její první singl a posléze videoklip s názvem „Co hvězdám šeptají“. Píseň bodovala v rádiích i hitparádách; stejně jako píseň „To holky maj rády“, kterou napsal kytarista Andonis Civopulos. Videoklip se točil na třineckém koupališti. Třetím singlem byla vybrána balada „Láska se nedá dělit třemi“, kterou napsal Petr Bende. Klip se točil v Turecku. Na podzim vyrazila se svou doprovodnou kapelou No talking band na své první turné Křížem krážem tour 2010. Závěrečný koncert se uskutečnil v pražském Hard rock café. Z této akce vzniklo i DVD s názvem Markéta Konvičková a No talking band – Hard rock cafe live 2010 i čtvrtý singl „Nenech mě čekat“, který  napsal Michal David. Na kontě má i duet se skupinou Citron – šlo o předělávku písně „Už couvám“ a vánoční píseň „Vánoce v dlani“ – obě písně se také objevily na kompilačním albu Songs for 2011.
V listopadu 2010 se stala objevem roku v anketě Český Slavík Mattoni a také vítězem kategorie objev roku v Hudebních cenách Óčka.
Dne 1. září 2011 vyšlo druhé album Kafe, bar a nikotin. Na podzim 2011 se vydala se skupinou No Name na koncertní šňůru. Dne 4. června 2013 vydala své třetí album s názvem Tablo. Na podzim 2017 vydala čtvrté album JÁ.
Od ledna 2021 moderuje ostravskou mutaci pořadu Sama doma.

## Diskografie

### Alba
- Na šňůře perel, 2010
- Hard Rock Cafe Live, 2011
- Kafe, bar a nikotin, 2011
- Tablo, 2013
- JÁ, 2017

### Singly
- Co hvězdám šeptají (CD Na šňůře perel) – 2010
- To holky maj rády (CD Na šňůře perel) – 2010
- Láska se nedá dělit třemi (CD Na šňůře perel) – 2010
- Nenech mě čekat (DVD tour) – 2010
- Cizí světy (CD Kafe, bar a nikotin) – 2011
- Zapomeň (CD Kafe, bar a nikotin) – 2011
- Smutná (CD Kafe, bar a nikotin) – 2012
- Bye, Bye! ft. Elis – 2012
- Jenom na pár dní (CD Kafe, bar a nikotin) – 2012
- Z ráje jsem utekla (CD Tablo) – 2013
- Já jsem Tvůj vesmír (CD Tablo) – 2013
- V iluzi (CD JÁ) – 2016
- Teď už vím ft. Suvereno (CD JÁ) – 2017
- Ty (CD Já) – 2017

## Ocenění
- Objev roku, Český Slavík Mattoni, 2010
- Objev roku, Hudební ceny Óčka, 2010